# 田代順七
田代 順七（たしろ じゅんしち）1900年（明治33年）3月13日 - 1985年（昭和60年）10月11日）は、昭和期の洋画家。現在の熊本県玉名市出身。
教員を務める傍ら熊本在住者として初めて帝展入選を果たし、以後1985年まで、文展（文部省美術展覧会、現在の日展）、日展に連続出品。具象絵画団体東光会支部としての銀光会を結成し、熊本の洋画史をリードしながら郷土熊本の自然の美をテーマに一貫して具象絵画の世界を追求、熊本における美術振興に寄与した。
その絵画精神は自然観照にもとづく美学の実践であり、力強く表現されている。
画業60余年、とりわけ1950年代中頃から展開する「球磨川」「天草」そして晩年の「阿蘇」シリーズの作品は、田代芸術の写実観を如実に物語っている。

## 経歴
- 1900年3月13日 熊本県玉名郡築山村山田（現玉名市山田[1]）に生まれる。
- 1918年 看板屋に入り独学で油絵を勉強。
- 1926年 玉名郡神尾小学校に図画専科正教員として勤務。
- 1933年 東光展初入選。
- 1934年 熊本在住者として初めて帝展入選を果たし、以後1985年まで、文展（文部省美術展覧会、現在の日展）、日展（日本美術展覧会）に連続出品。これを機に太田黒幸、松岡正直、米村潤之らと具象絵画団体東光会支部としての銀光会を結成する。
- 1936年 熊本市立高等女学校（現熊本市立必由館高等学校）教諭となる。（1960年退職）
- 1955年 「河畔」で日展特選。
- 1968年 熊本女子短期大学（現尚絅大学短期大学部）教授となる。（1975年退職）
- 1971年 熊本県美術家連盟が結成され初代会長となる。
- 1973年 熊本県教育委員会から第26回熊本県近代文化功労者として顕彰される。
- 1974年 地方文化功労者として叙勲（勲五等双光旭日章）。
- 1980年 熊本県文化懇話会から第8回芸術功労者として表彰される。
- 1985年 熊本県立美術館にて「田代順七展」開催。同展開催中に死去。
- 1996年 「熊本市所蔵品展－熊本の画家たち」（熊本県立美術館分館）。
- 2003年 絵画作品が20点熊本市に寄贈される。
- 2004年 「キュレーターズ・セレクション CAMKコレクションⅠ」（熊本市現代美術館）

## 主な作品
- 「海辺小景」1937年東光賞（熊本県立美術館）
- 「河畔」1955年第11回日展特選（熊本県立美術館）
- 「夏の天草」1958年第1回新日展（熊本県立美術館）
- 「川畔風景」1960年（熊本県立美術館）
- 「雪の阿蘇」1975年（熊本県立美術館）
- 「水辺」1967年（個人蔵）
- 「天草」1967年（熊本市現代美術館）
- 「球磨川にて」1968年（熊本市現代美術館）
- 「夏の熊本城」1979年（熊本市蔵）
- 「阿蘇」1985年（熊本県立美術館）

## ギャラリー

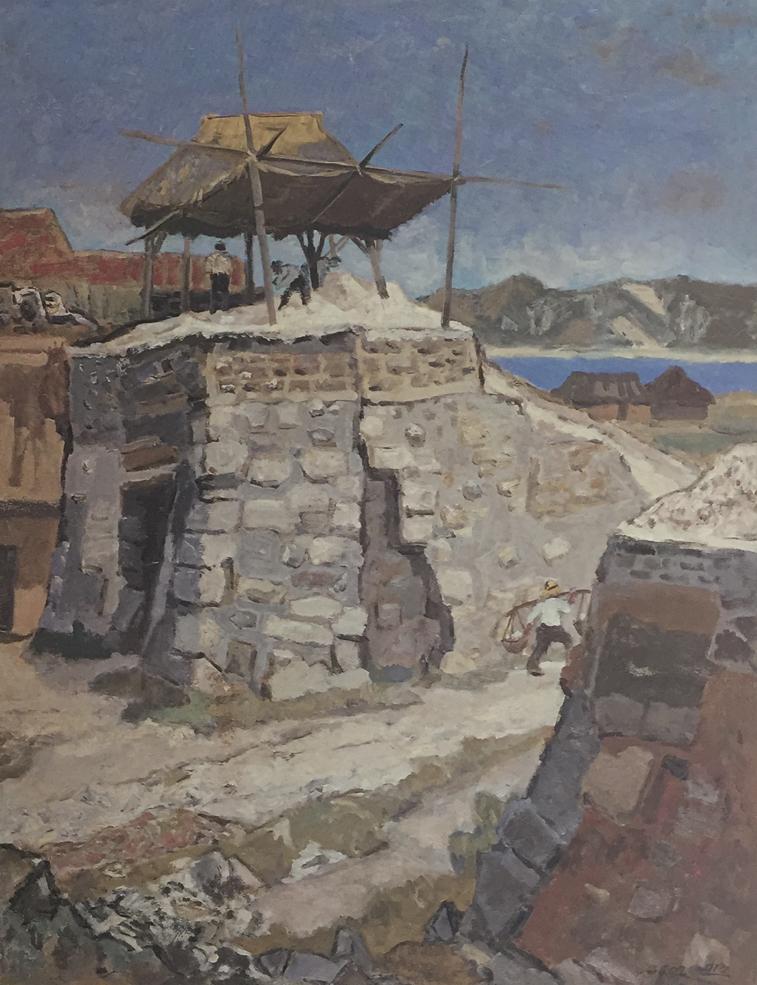
貝焼場 1942年 145.3×112.1cm 第5回新文展
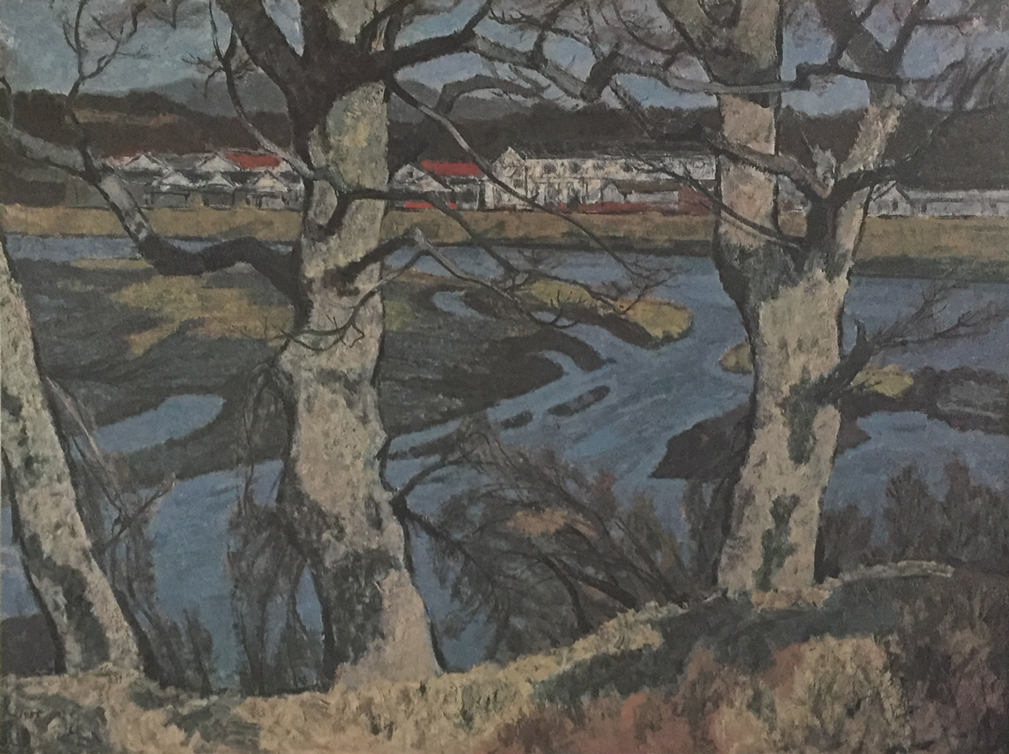
湖畔 1955年 112.1×145.5cm 第11回日展 特選
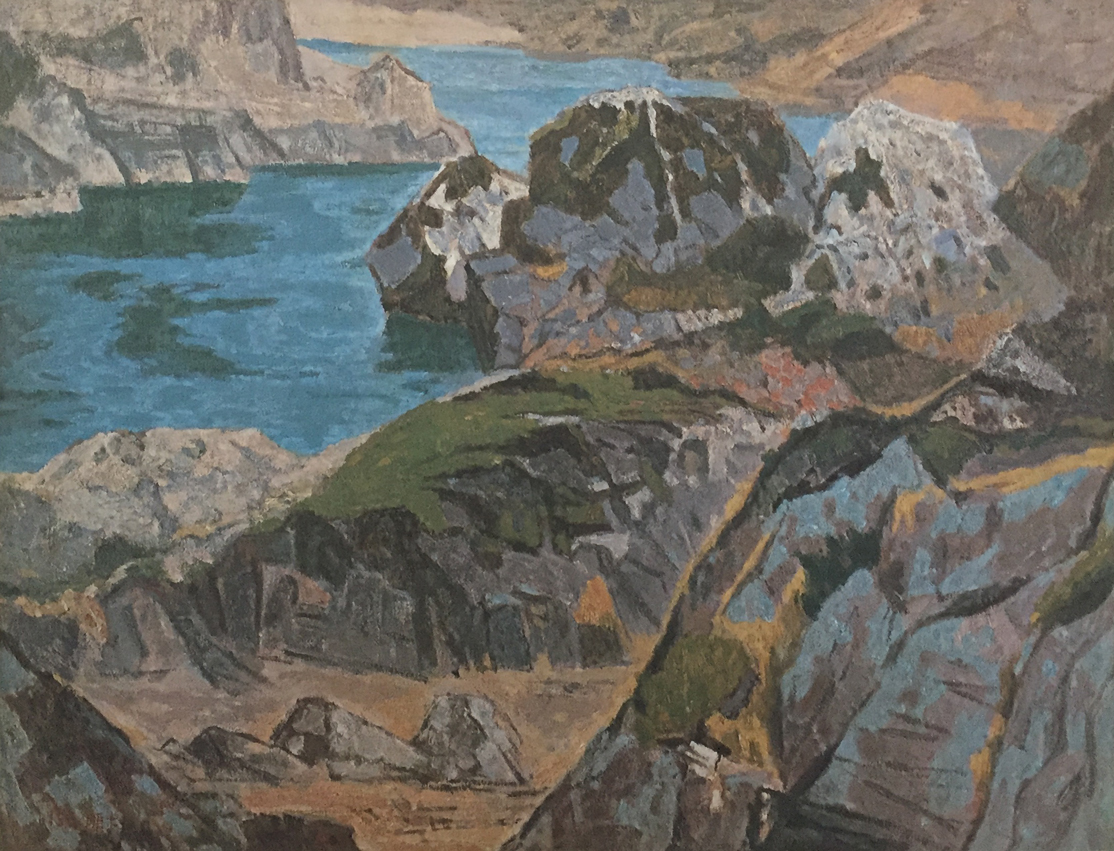
岩 1953年 112.1×145.5cm 第9回日展
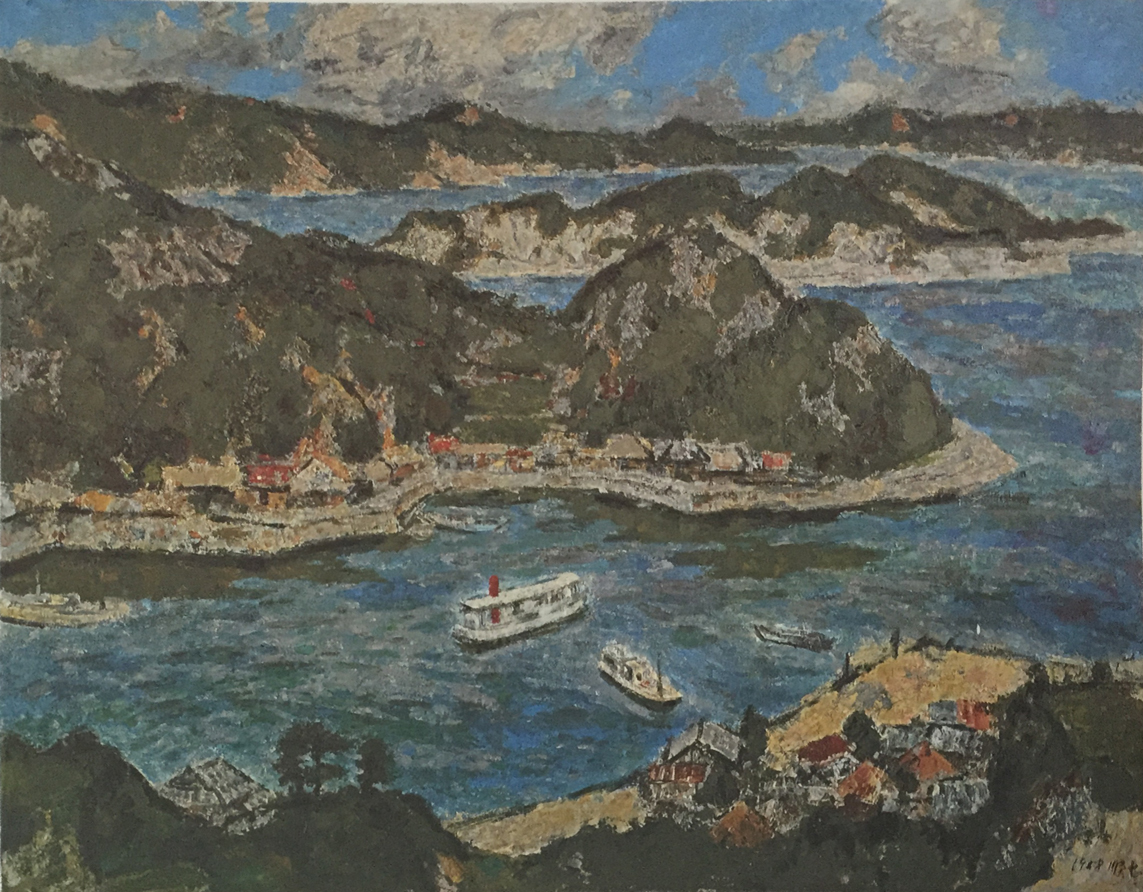
夏の天草 1958年 130.3×162.1cm 第1回新日展
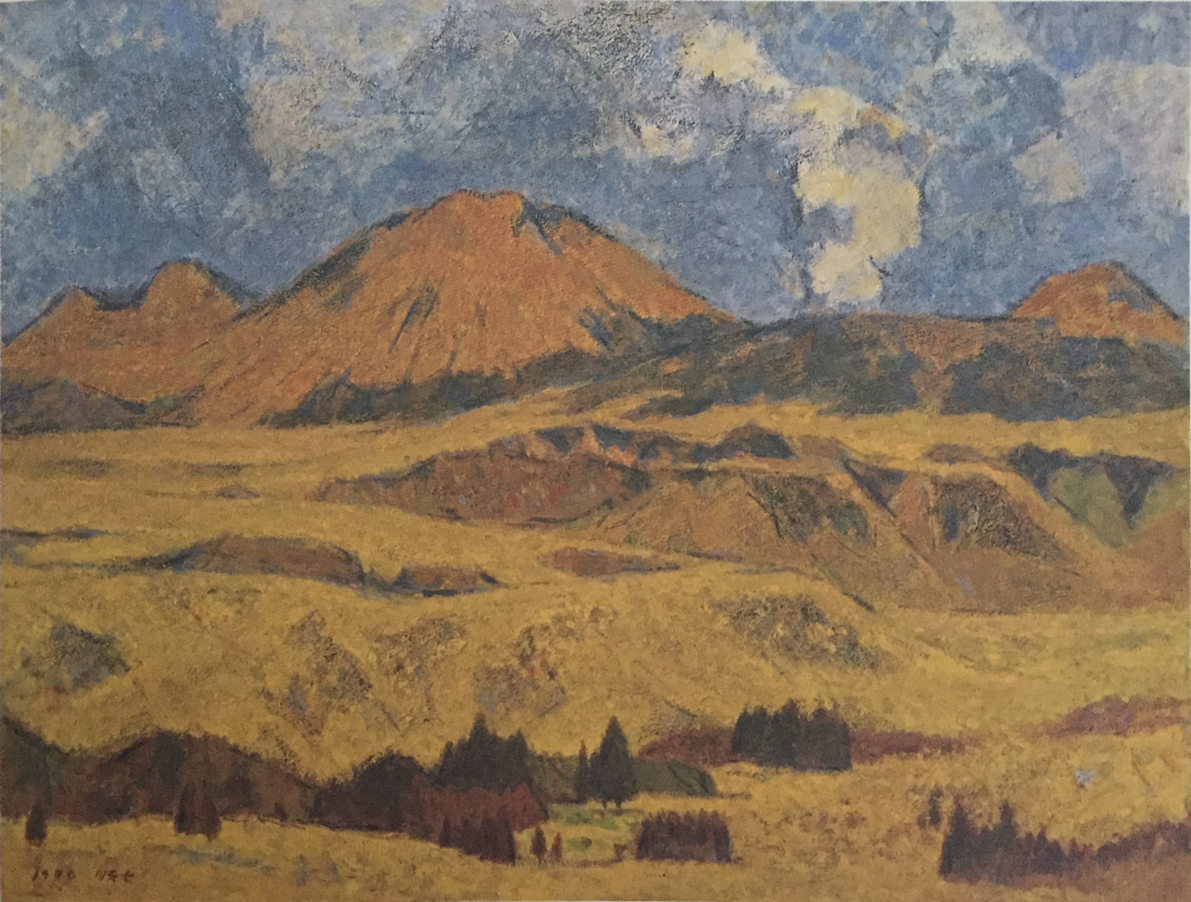
阿蘇 1970年 121.1×145.5cm 第4回九州沖縄芸術祭・九州沖縄洋画展
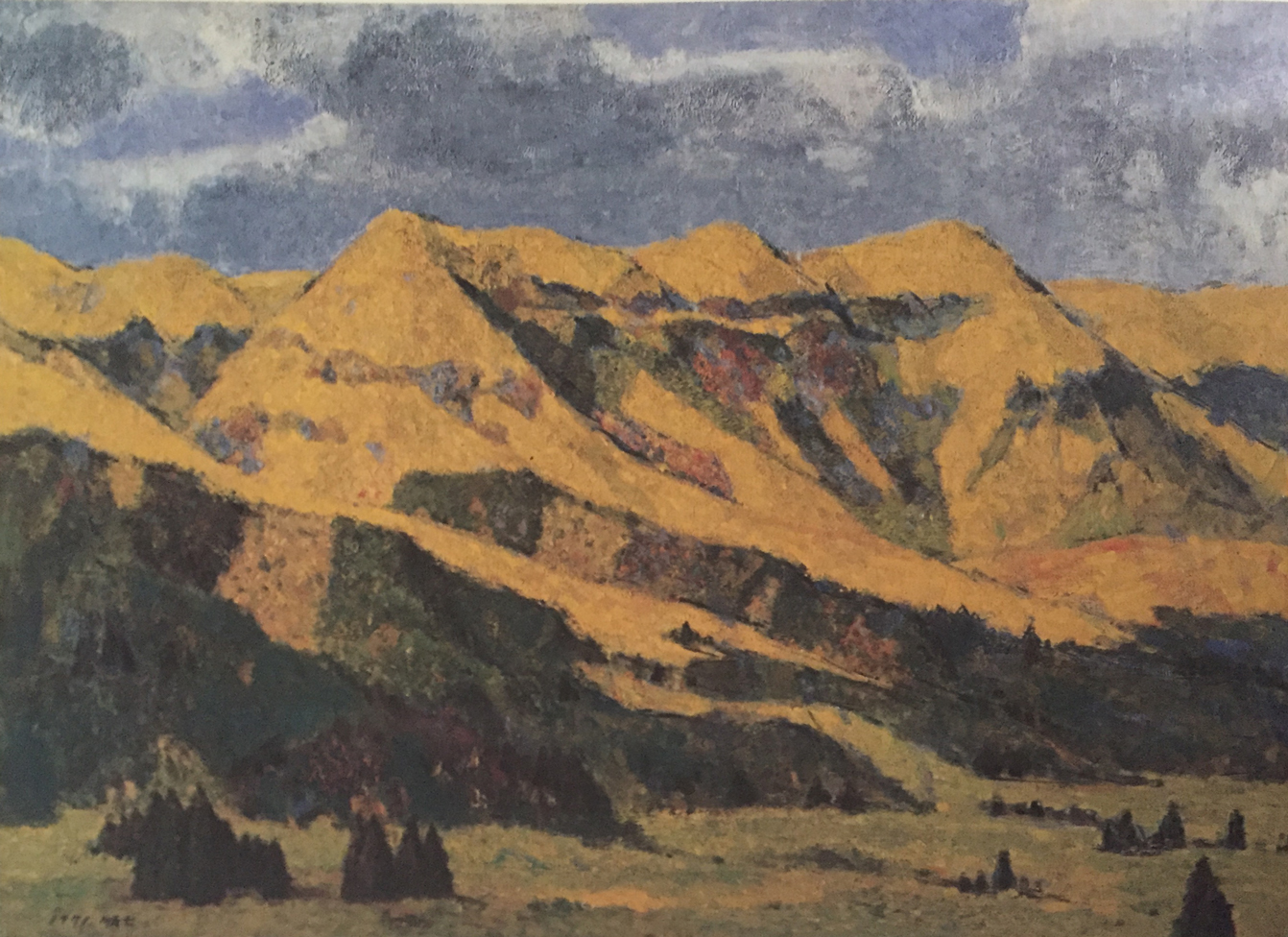
阿蘇外輪 1971年 121.1×145.5cm 第3回日展
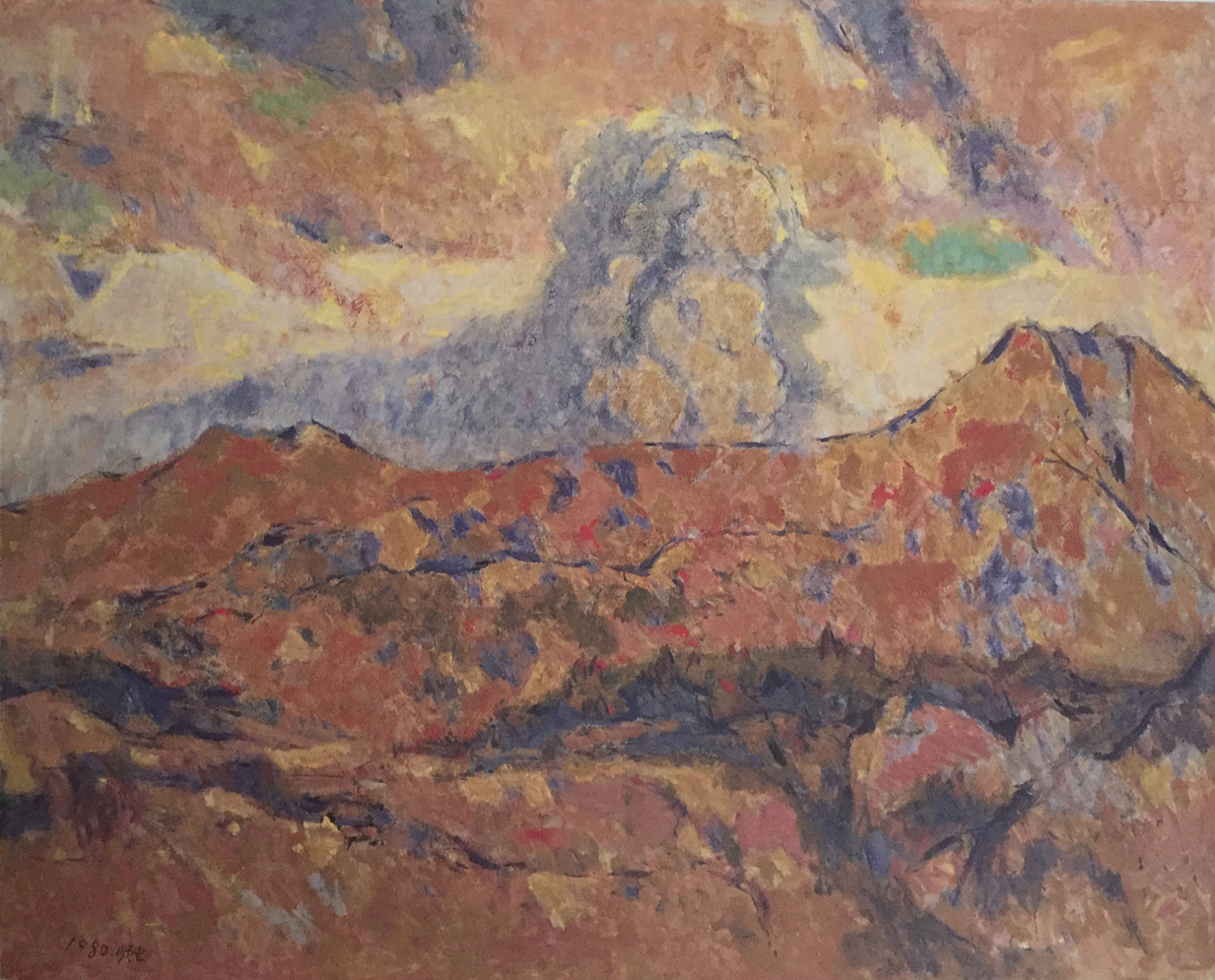
阿蘇1980 1980年 121.1×145.5cm 第46回東光展
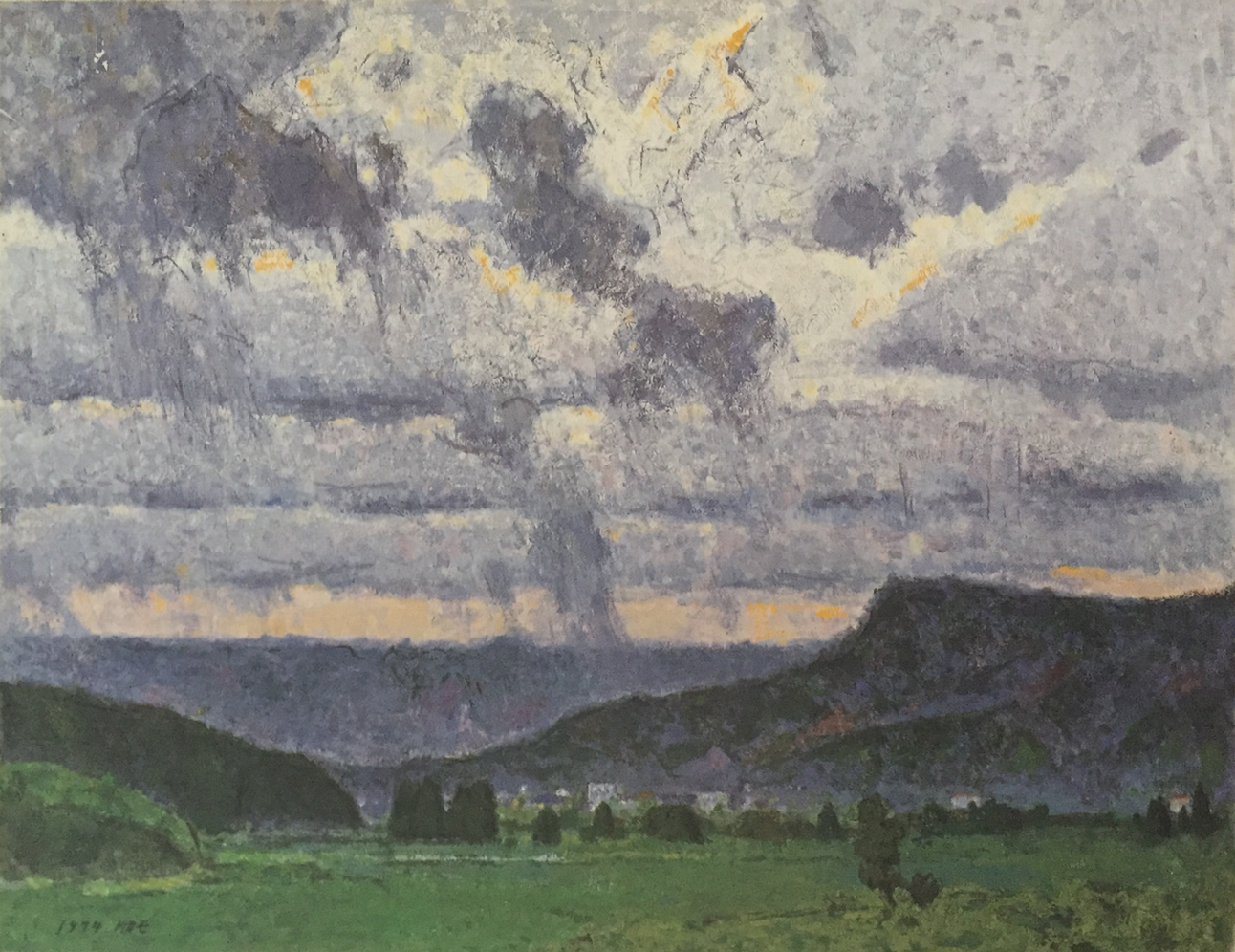
曇りの日の外輪 1974年 112.1×145.5cm 第6回日展
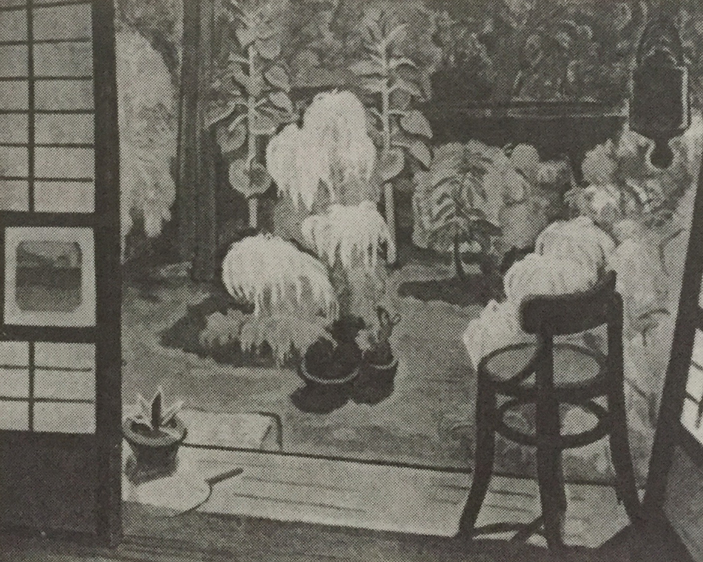
晩夏の庭先 100号 油絵
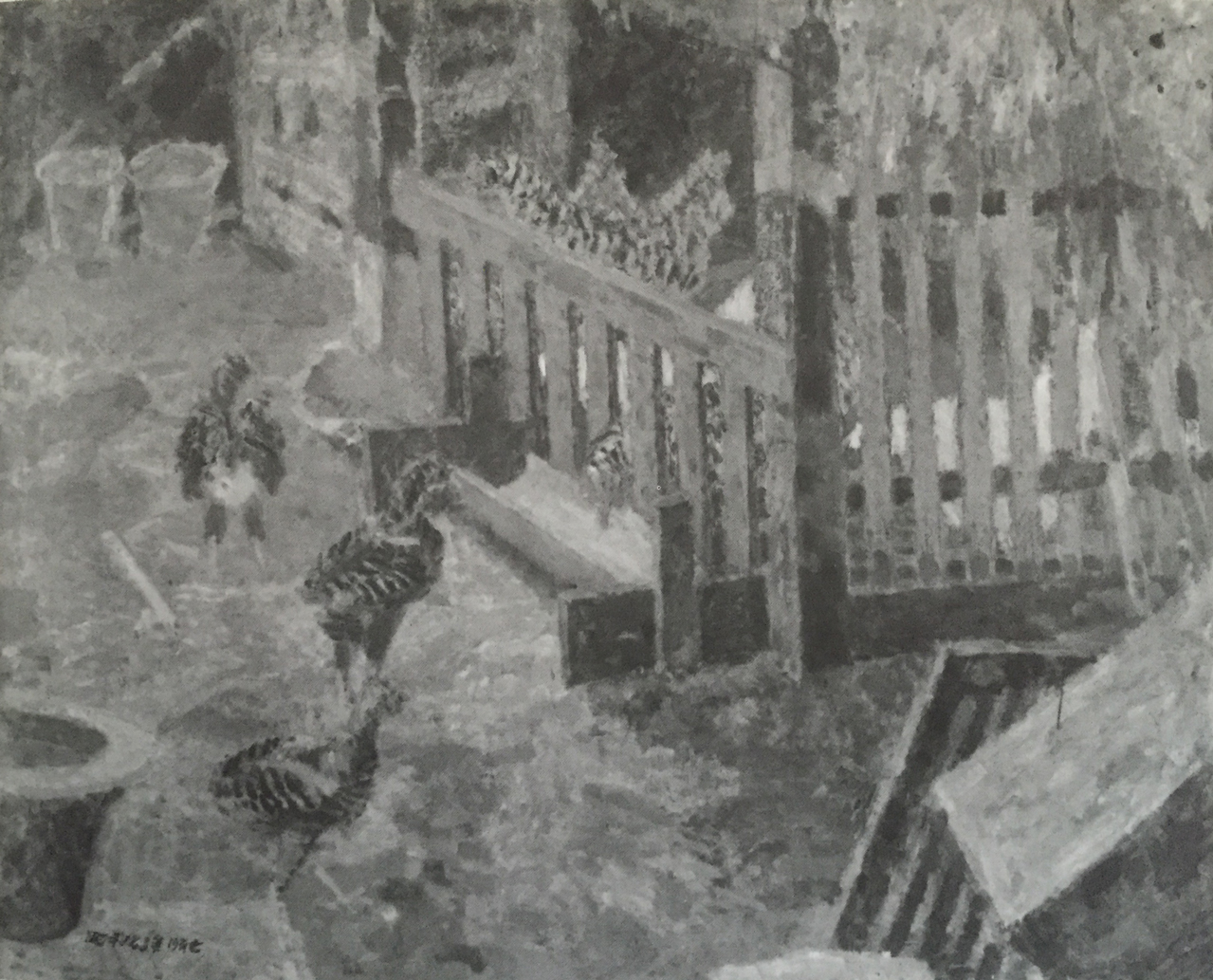
鳥小屋 「鳥小屋」 90.5×116.0cm
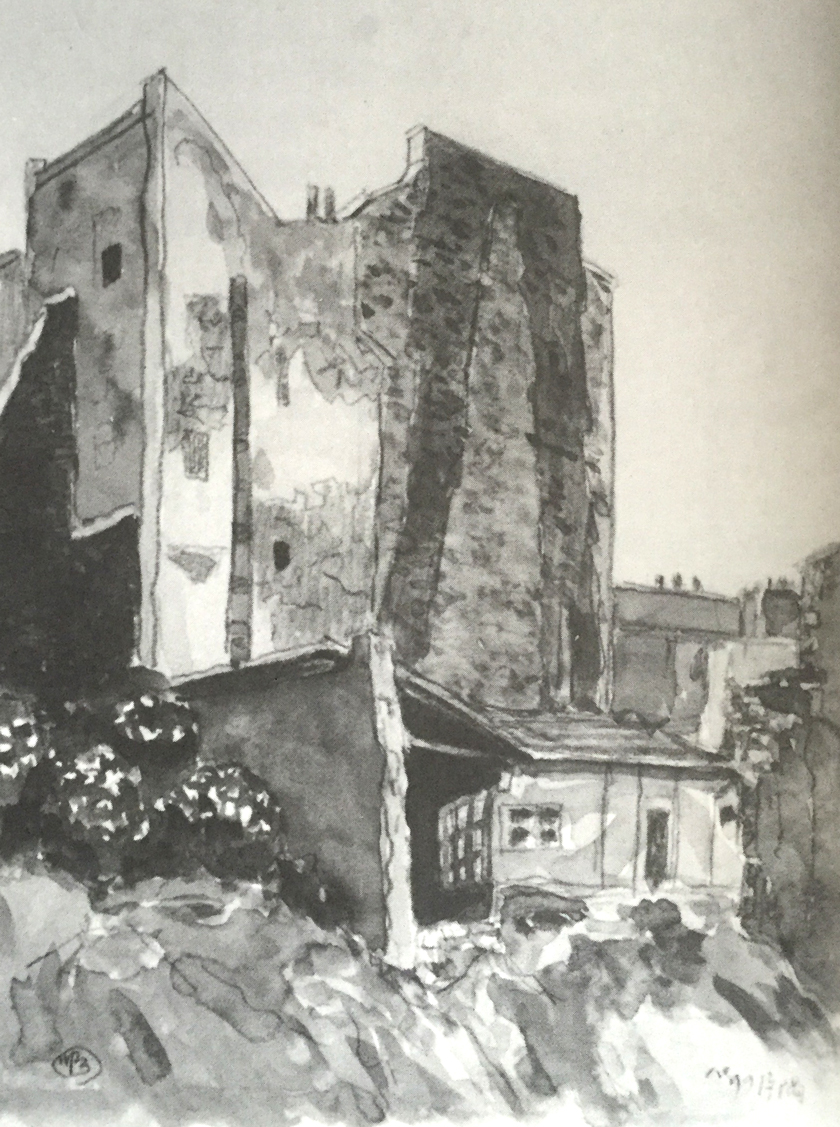
パリの片隅 スケッチ